# Olympiapark (Montreal)

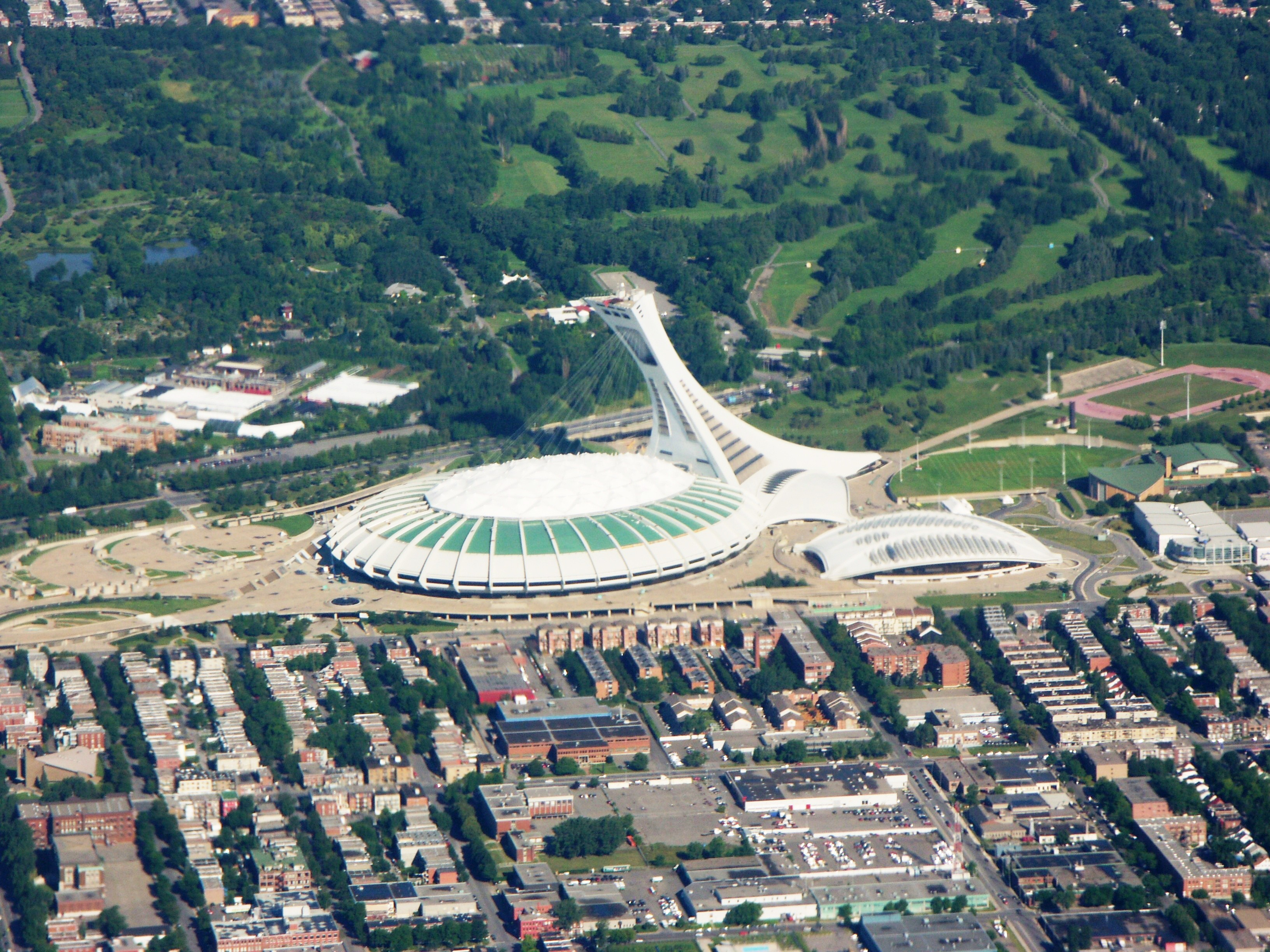
Luftansicht des Olympiastadions

Der Olympiapark (französisch Parc olympique, englisch Olympic Park) ist ein parkartiges Gelände in Montreal mit mehreren bedeutenden Sportanlagen. Der Hauptveranstaltungsort der Olympischen Sommerspiele 1976 befindet sich rund sechs Kilometer nördlich des Stadtzentrums im Arrondissement Mercier–Hochelaga-Maisonneuve. Begrenzt wird der Olympiapark von der Rue Sherbrooke im Westen, dem Boulevard Viau im Norden, der Avenue Pierre-de-Coubertin im Osten und dem Boulevard Pie-IX im Süden.
Bedeutendstes Bauwerk ist das Olympiastadion mit dem markanten geneigten Turm von 175 Metern Höhe und dem darin integrierten Wassersportzentrum. Weitere Bauten sind das Umweltmuseum Biodôme Montréal (die frühere olympische Radrennbahn), das Centre Pierre-Charbonneau, die Aréna Maurice-Richard, das Stade Saputo und das Multiplexkino StarCité. Erschlossen wird das Gelände durch die U-Bahn-Stationen Pie-IX und Viau. Westlich des Olympiaparks liegen der Parc Maisonneuve und der Botanische Garten, nördlich das ehemalige olympische Dorf.
1912 erwarb die damals noch eigenständige Stadt Maisonneuve ein 204 Hektar großes Gelände und ließ darauf einen Park gestalten. In den 1930er Jahren wurde ein großer Teil davon zu einem 18-Loch-Golfplatz und in den Botanischen Garten umgewandelt. Ein im Jahr 1954 entworfener Gebietsentwicklungsplan sah vor, das verbliebene Restgelände von 46 Hektaren Größe am Ostrand für den Bau von Sportanlagen zu verwenden. Drei Jahre später wurde das Centre sportif Maisonneuve (das heutige Centre Pierre-Charbonneau) eröffnet, 1962 folgte die Aréna Maurice Richard. Im April 1973 begannen die Bauarbeiten an den übrigen Anlagen für die Olympischen Sommerspiele 1976. Der Golfplatz musste aufgehoben werden, als Ersatz entstand 1977 eine 9-Loch-Anlage nördlich der Rue Viau. 2007/08 entstand auf dem ehemaligen Trainingsgelände am Nordrand des Olympiaparks das Fußballstadion Stade Saputo.